# Menschen, Tiere, Sensationen Tour
Menschen, Tiere, Sensationen ist der Name einer Konzertreise der Musikgruppe Die Toten Hosen aus Düsseldorf. Die Tournee verlief von März bis September 1992 unter der Leitung von Kiki Resslers Unternehmen Kikis Kleiner Tourservice. Sie führte die Musiker nach Großbritannien, Dänemark, Schweden, Norwegen, Finnland, Spanien, Deutschland, Österreich und die Schweiz bis nach Argentinien und Brasilien. Die Band spielte in Lokalen wie The Borderline und dem Marquee Club in London vor überschaubarem Publikum sowie in Hallen und Stadien. Die beiden Festivals im Waldbronner Fußballstadion und auf der Freilichtbühne Loreley wurden von 11.000 beziehungsweise 17.000 Menschen besucht. Ende des Jahres 1992 nahmen Die Toten Hosen an den Demonstrationen Es wird Zeit in Bonn und Heute die! Morgen Du! in Frankfurt am Main teil und stellten dort das Lied Sascha … ein aufrechter Deutscher vor.

## Musiker, Gäste und Vorbands
Die Band Die Toten Hosen bestanden zur Zeit der Konzertreise Menschen, Tiere, Sensationen aus Frontmann Campino, den Gitarristen Andreas von Holst und Michael Breitkopf, dem Bassisten Andreas Meurer und dem Schlagzeuger Wolfgang Rohde.
Nachdem die Gruppe im November 1991 ihr Tribut an den englischsprachigen Punkrock in Form des Albums Learning English Lesson One veröffentlicht hatte, wurde sie auf ihrer darauf folgenden Tournee von verschiedenen Musikern begleitet, die am Album beteiligt gewesen waren. Dazu gehörten Honest John Plain von The Boys, der mit seiner im Jahr 1992 aktuellen Band The Crybabies geladen war, Wreckless Eric und die Bands 999, The Vibrators und UK Subs.
In Dortmund und Stuttgart spielten die Manic Street Preachers als Vorgruppe. Bei den Konzerten in der Sporthalle Hamburg und der Bremer Stadthalle 1 war die Hamburger Band Rubbermaids im Vorprogramm.
In Buenos Aires traten zusätzlich die argentinischen Bands Gatos Sucios und Pilsen auf. Pilsen war im Jahr 1992 von ehemaligen Musikern der Los Violadores gegründet worden. Pilsen brachte 1993 ein einziges Album heraus, für das sie mit Ronald Biggs, Campino und Steve Jones von den Sex Pistols zusammenarbeiteten.
Bei den Konzerten der Tour Menschen, Tiere Sensationen in Buenos Aires, in Rio de Janeiro und São Paulo hatte Ronald Biggs einen Gastauftritt in Stevie-Wonder-Verkleidung als Sänger im Song Carneval in Rio (Punk Was) und in der Coverversion des Liedes Police is on my Back, das von The Equals stammt.
Als Parodisten der Wildecker Herzbuben wurden, bei den Konzerten in Deutschland, die Roadies Elmar Packwitz und Uwe Faust eingesetzt, die ein Schild hochhielten, mit dem sie Die Toten Hosen ankündigten, während das Lied Herzilin vom Tonband lief.

## Musikalischer Ablauf
Die Konzerte der Tour wurden nach einem kurzen Intro vom Tonband mit der Coverversion des Songs Blitzkrieg Bop von den Ramones begonnen. Zum Set gehörten die Lieder Opel-Gang, Musterbeispiel, Liebesspieler, Freitag der 13. Glückspiraten, Fünf vor Zwölf, Wort zum Sonntag, Hier kommt Alex, All die ganzen Jahre, Alles wird gut, 1000 gute Gründe und Liebeslied. Das Lied Wehende Fahnen vom Album Opel-Gang begleitete Andreas von Holst mit der akustischen Gitarre. Als neue Musikstücke wurden dem Publikum Wünsch DIR was und Hot-Clip-Video-Club vorgestellt, die im Mai 1993 auf dem Album Kauf MICH! veröffentlicht wurden. Im Zugabenteil  wurde Bis zum bitteren Ende, Schönen Gruß, auf Wiedersehen gespielt. Das Ende nach der letzten Zugabe setzte stets Eisgekühlter Bommerlunder.
Fest zum Programm gehörten die Songs Do anything you wanna do, im  Original von Eddie & the Hot Rods, Carneval in Rio (Punk Was) und Born to Loose als Erinnerung an Johnny Thunders. Zum Set gehörte zudem das Lied Wort zum Sonntag vom Album Damenwahl aus dem Jahr 1986, in dem es ursprünglich hieß: „Solange Johnny Thunders lebt, solange bleib ich ein Punk; solange es was zu trinken gibt, dauern alle unsere Feste an.“ Nachdem Johnny Thunders kurze Zeit nach den Aufnahmen zum Album Learning English Lesson One verstorben war, stellte Campino das Lied auf der Tour erstmals mit geändertem Text vor: „Hey Johnny, kannst du uns grad seh’n? Wir vergessen dich nicht! Wir werden überall von dir erzähl’n, damit dein Name ewig weiterlebt“.
Die Toten Hosen spielten zudem, je nachdem, welche Gastmusiker am Abend anwesend waren, eine Auswahl von Coverversionen wie die Songs von The Boys New Guitar in Town,First Time und Brickfield Nights, oder Nasty Nasty von 999, Disco in Moskau und Baby, Baby von The Vibrators, oder Whole Wide World von Wreckless Eric.
Dem Zirkusmotto und dem Titel der Tournee Menschen, Tiere, Sensationen zufolge waren die Bandmitglieder während der Vorstellung auf der Bühne sehr aktiv. Fryderyk Gabowicz erinnert sich in seinem Fotoband über Die Toten Hosen im Jahr 2006 an den Bühnenauftritt der Band vom 15. Mai 1992 in der Münchner Olympiahalle: „Die Toten Hosen tobten auf der Bühne immer derartig herum, dass ich ständig aufpassen musste, nicht von ihnen über den Haufen gerannt zu werden, wenn ich auf oder neben der Bühne fotografiert habe. Auf jeden Fall hatte ich immer große Hochachtung vor der artistischen Leistung – es ist gar nicht so einfach, wie ein Gummiball herumzuhüpfen und gleichzeitig zu singen oder ein Instrument zu spielen.“
Zum Lied Mehr davon vom Album Ein kleines bißchen Horrorschau kletterte Campino regelmäßig in das Lichtergerüst über der Bühne. Beim Open-Air-Konzert in der Altstadt von Winterthur landete er bei seiner Kletteraktion notgedrungen in der Dachwohnung des Pfarrers, entwendete dort Gegenstände und warf sie ins Publikum, wofür er sich später mit einer Sachspende in Form von 300 Gesangbüchern für die Gemeinde entschuldigte.

## Stationen
| Datum         | Halle bzw. Stadion          | Ort                   | Anmerkungen |
| ------------- | --------------------------- | --------------------- | --- |
| 5. März 1992  | The Borderline              | London                | Clubshow vor rund 200 Besuchern. Gäste: 999 |
| 18. März 1992 | Gorki-Park                  | Neu-Ulm               | Gäste: 999 |
| 20. März 1992 | Sporthalle                  | Völklingen            | Gäste: 999 |
| 21. März 1992 | Messehalle 1                | Leipzig               | Gäste: 999, The Lurkers |
| 23. März 1992 | PC69                        | Bielefeld             | Gäste: 999 |
| 24. März 1992 | Eurogress                   | Aachen                | Gäste: 999 |
| 26. März 1992 | Volkshaus                   | Zürich                | Gäste: 999 |
| 27. März 1992 | Volkshaus                   | Zürich                | Gäste: 999 |
| 28. März 1992 | Festhalle                   | Willisau              | Konzert vor zirka 8.500 Zuschauern |
| 31. März 1992 |                             | Barcelona             | |
| 2. Apr. 1992  |                             | Madrid                | |
| 3. Apr. 1992  |                             | Valladolid            | |
| 4. Apr. 1992  |                             | Mondragón             | |
| 8. Apr. 1992  |                             | Glasgow               | |
| 9. Apr. 1992  | Marquee Club                | London                | Gäste: Wreckless Eric, Honest John Plain und Matt Dangerfield von The Boys, Nick Cash und Arturo Bassick von der Band 999.                           |
| 10. Apr. 1992 |                             | Edinburgh             | |
| 23. Apr. 1992 | Espace Ornano               | Paris                 | |
| 30. Apr. 1992 | Eilenriedehalle             | Hannover              | Gäste: The Vibrators |
| 1. Mai 1992   | Carl-Diem-Halle             | Würzburg              | |
| 2. Mai 1992   | Eissporthalle               | Kassel                | |
| 4. Mai 1992   | Stadthalle                  | Lichtenfels           | Gäste: The Vibrators |
| 5. Mai 1992   | Friedrich-Ebert-Halle       | Ludwigshafen am Rhein | |
| 6. Mai 1992   | Sporthalle                  | Köln                  | Gäste: The Vibrators |
| 8. Mai 1992   | Sporthalle                  | Hamburg               | Gäste: Rubbermaids |
| 10. Mai 1992  | Stadthalle 1                | Bremen                | Gäste: Rubbermaids |
| 13. Mai 1992  | Große-Jurahalle             | Neumarkt              | |
| 14. Mai 1992  | Stadthalle                  | Freiburg              | |
| 15. Mai 1992  | Olympiahalle                | München               | Gäste: UK Subs |
| 17. Mai 1992  | Bank Austria Zelt           | Wien                  | |
| 19. Mai 1992  | Stadthalle                  | Dornbirn              | |
| 22. Mai 1992  | Deutschlandhalle            | Berlin                | Konzert vor zirka 7.000 Menschen. |
| 27. Mai 1992  | Hanns-Martin-Schleyer-Halle | Stuttgart             | Gäste: Manic Street Preachers; Das Konzert vor zirka 13.000 Besuchern wurde live vom Sender SDR 3 übertragen.                                        |
| 29. Mai 1992  | Westfalenhalle 1            | Dortmund              | Gäste: Manic Street Preachers; Konzert vor zirka 14.000 Menschen.                                                                                    |
| 6. Juni 1992  | Provinssirock               | Seinäjoki             | |
| 13. Juni 1992 | Jübek Open Air              | Jübek                 | Konzert vor zirka 25.000 Menschen. |
| 14. Juni 1992 |                             | Frankfurt am Main     | |
| 25. Juni 1992 |                             | Oslo                  | |
| 27. Juni 1992 | Roskilde-Festival           | Roskilde              | |
| 4. Juli 1992  | Dalarock Festival           | Hedemora              | |
| 22. Aug. 1992 | Fußballstadion              | Waldbronn             | Auftritt vor zirka 11.000 Menschen; Gäste: Wreckless Eric The Vibrators, UK Subs und 999.                                                            |
| 29. Aug. 1992 | Freilichtbühne Loreley      | Loreley               | Auftritt vor zirka 17.000 Menschen; Gäste: Wreckless Eric, The Vibrators, UK Subs und 999.                                                           |
| 5. Sep. 1992  | Musikfestwochen             | Winterthur            | |
| 11. Sep. 1992 | Halley Rock Club            | Buenos Aires          | Auftritt vor zirka 3.000 Menschen; Gast: Ronald Biggs.                                                                                               |
| 18. Sep. 1992 | Circo Voador                | Rio de Janeiro        | Gast: Ronald Biggs |
| 19. Sep. 1992 | Woodstock                   | São Paulo             | Gast: Ronald Biggs |
| 14. Nov. 1992 | Hofgarten                   | Bonn                  | Die Toten Hosen spielen auf der Demonstration unter dem Motto Es wird Zeit das Lied Sascha … ein aufrechter Deutscher.                               |
| 13. Dez. 1992 | Messe Frankfurt             | Frankfurt am Main     | Die Toten Hosen spielen auf dem Festival unter dem Motto Heute die! Morgen Du! das Lied Sascha … ein aufrechter Deutscher vor rund 100.000 Menschen. |

## Merchandise und Bühnendekoration
Die Bühnendekoration, entworfen von Michael Roman, bestand aus einem Vorhang im Hintergrund aus bunten Totenköpfen. Roman entwarf zudem die Tourplakate, die Eintrittskarten und die T-Shirts, die während der Tour veräußert wurden. Der Aufdruck bestand meist aus tanzenden Skeletten in grellbunten Farben. Zur Tournee erschien die Promo-Single We Love You, einer Coverversion des Songs The Rolling Stones, B-Seite Mehr davon, limitiert auf 700 Stück. Zudem brachte die Band ein eigenes Magazin heraus unter dem Motto: Rock Sensation präsentiert: Alles über Die Toten Hosen – Menschen, Tiere, Sensationen, das man an den Verkaufsständen während der Konzertabende erwerben konnte.

## Presse
Edgar Klüsener vom Metal Hammer beschrieb Die Toten Hosen im Jahr 1992 wie folgt: „Was die Düsseldorfer aus der Masse ihrer Kollegen heraushebt, ist auch der schlitzohrige Verzicht auf ‚Anspruch‘, ohne den mancher biederer Deutschrocker sich weder auf die Bühne noch ins Studio wagen würde. Zwar hat es bis heute noch niemand geschafft, ‚Anspruch‘ schlüssig zu definieren, doch irgendwie gehört er halt in alten und neuen Bundesländern zum guten Ton in jeder Lage. Die Punkrocker am Rhein dagegen lassen sich viel zu sehr von ihren Stimmungen und Eingebungen leiten, setzen auf Frische, (Lebens-)Lust, auf Dada und auf Chaos, auf (Selbst-)Ironie, Nonsens und gelegentlich geniale Situationskomik in herzerfrischender Slapstick-Manier.“
Steve Körner schrieb im Musikexpress vom Mai 1992 über das ausverkaufte Konzert in der Leipziger Messehalle 1, dass „wegen der miesen Akustik von den Texten zwar kein Wort zu verstehen“ gewesen sei, das sei den Leuten aber egal gewesen. „Die hüpfen, springen und feiern vom ersten Takt an, kennen ansonsten eh jede Zeile auswendig und brüllen sie begeistert mit“, schreibt er. Was der Band in Leipzig an klanglicher Brillanz fehlen würde, hätten sie durch verstärkten Einsatz wettgemacht.